# 复旦大学北欧中心
复旦大学北欧中心（英語：Nordic Centre in Shanghai）是一个研究北欧文化的研究机构。

## 历史
1995年11月8日成立于复旦大学，由时任复旦大学校长杨福家牵头，是复旦大学和北欧高校合作项目，截至2020年组织成员有26所代表北欧五国的高校和1所机构。

## 组织成员

### 中国
- 复旦大学

### 丹麦
- 奥尔堡大学
- 哥本哈根商学院
- 奥胡斯大学
- 哥本哈根大学
- 南丹麦大学

### 芬兰
- 阿尔托大学
- 漢肯經濟學院
- 拉彭兰塔理工大学
- 东芬兰大学
- 赫尔辛基大学
- 坦佩雷大学
- 图尔库大学

### 冰岛
- 冰岛大学

### 挪威
- 挪威经济学院
- BI挪威商学院
- 挪威科技大学
- 卑尔根大学
- 奥斯陆大学

### 瑞典
- 哥德堡大学
- 卡罗林斯卡学院
- 隆德大学
- 皇家理工学院
- 斯德哥尔摩大学
- 于默奥大学
- 乌普萨拉大学
- 林雪平大学

### 机构成员
- 北欧亚洲研究所